# Amerykanie pochodzenia peruwiańskiego
Amerykanie pochodzenia peruwiańskiego – obywatele lub rezydenci Stanów Zjednoczonych, których przodkowie pochodzą z Peru, bądź też imigranci z tego kraju. Do tej społeczności zalicza się ludzi o różnej przynależności rasowej – metysów, czarnych, Indian, białych (głównie hiszpańskiego, włoskiego, francuskiego i niemieckiego pochodzenia) oraz żółtych (pochodzenia chińskiego i japońskiego).
Peruwiańczycy migrowali do USA głównie z przyczyn politycznych i gospodarczych. Są stosunkowo nową społecznością, ponieważ większość z nich przybyła tu po 1990 roku. Jednakże niewielkie grupy Peruwiańczyków pojawiły się w San Francisco już w czasie kalifornijskiej gorączki złota (wraz z Chilijczykami) aby pracować w kopalniach. Również w Detroit od lat '50 XX wieku istniała społeczność peruwiańska. Potem Peruwiańczycy osiedlali się już na terenie całych Stanów Zjednoczony, głównie w New Jersey, Nowym Jorku, Waszyngtonie i na Florydzie. W Paterson w New Jersey istnieje na tyle liczna społeczność peruwiańska że powstał tam konsulat Peru. Amerykańskie Biuro Cenzusowe ocenia liczebność osób pochodzenia peruwiańskiego w USA na 453 368 ludzi.
Hrabstwem mający największy procentowy udział Peruwiańczyków w populacji jest hrabstwo Queens, wskaźnik ten wynosi 13%.

## Przynależność religijna
Zdecydowana większość Amerykanów pochodzenia peruwiańskiego to wyznawcy Kościoła katolickiego. Najważniejszym świętem tej społeczności jest dzień „Pana Cudów” jak nazywa się obraz Jezusa w Limie, stolicy Peru. Na cześć tego święta, obchodzonego każdego października, organizowane są masowe parady uliczne i msze. Głównymi świętymi Peruwiańczyków są Marcin de Porrès i Róża z Limy.

## Kuchnia
Najbardziej popularnymi daniami kuchni peruwiańskiej w USA są ceviche, papa a la huancaina, anticuchos y tamales. Kuchnia peruwiańska jest jedną z najbardziej zróżnicowanych kuchni na świecie, mieszają się w niej wpływy afrykańskie, europejskie, dalekowschodnie i indiańskie. Popularnym napojem jest Inca Kola, napój pochodzący z Peru, którą można kupić w tych regionach licznie zamieszkanych przez Latynosów. Kojarzonym z Peru alkoholem jest Pisco, jasna brandy z winogron.

## Profil społeczny
Mimo iż Peruwiańczycy w USA są dość nową społecznością to ich średni dochód nie jest znacząco niższy od średniej amerykańskiej. Są również wykształceni nie gorzej od innych społeczności- 25% Peruwiańczyków po 25 roku życia ma wyższe wykształcenie, podczas gdy amerykańska średnia wynosi 23%.